# 安藤美保
安藤 美保（あんどう みほ、1967年1月1日 - 1991年8月28日）は、歌人である。東京都練馬区出身。

## 人物
神奈川県立湘南高等学校、お茶の水女子大学文教育学部国文科卒業。研究テーマは九条良経。大学在学中の1987年に「心の花」に入会し、1989年に「モザイク」で心の花賞第一席を受賞した。
卒業後は大学院に進学し、日本文学を専攻。在学中に研修旅行で訪れた滋賀県比良山中で転落死した。享年24。
死後、第一歌集で遺歌集の『水の粒子』（ながらみ書房）が刊行され、ながらみ書房出版賞特別賞を受賞した。また、日記は「水夢抄」のタイトルで武藤康史にまとめられ、「短歌往来」にて6年にわたって連載された。
小谷野敦の小説『美人作家は二度死ぬ』（『山室なつ子の生涯』）に登場する飛行機事故で死ぬ女子大学院生のモデルとなっている。

## 著書
- 水の粒子（1992年・ながらみ書房）